# إليزابيت بيتس
إليزابيت بيتس Elisabeth Pähtz (ولدت 8 يناير 1985) لاعبة شطرنج ألمانية.
- ولدت في 8 يناير 1985.
- حصلت على ألقاب أستاذ دولي وأستاذ كبير سيدات.
- تدربت على لعب الشطرنج منذ الطفولة.
- حمل والدها توماس بيتس لقب أستاذ كبير.
- فازت ببطولتها الأولى في ألمانيا في عمر التاسعة في فئة تحت سن الحادية عشرة.

## روابط خارجية
- إليزابيت بيتس على موقع الاتحاد الدولي للشطرنج (الإنجليزية)
- إليزابيت بيتس على موقع مباريات الشطرنج (الإنجليزية)
- إليزابيت بيتس على موقع 365Chess.com (الإنجليزية)
- إليزابيت بيتس على موقع Chesstempo.com (الإنجليزية)
- إليزابيت بيتس سجل أولمبياد الشطرنج للسيدات على موقع OlimpBase.org (الإنجليزية)